# Plamen Nikolov (labdarúgó, 1961)
Plamen Ivanov Nikolov, bolgárul: Пламен Иванов Николов; (Drjanovo, 1961. augusztus 20. –) bolgár válogatott labdarúgókapus.
A bolgár válogatott tagjaként részt vett az 1994-es világbajnokságon.

## Sikerei, díjai
Lokomotiv Szofija
- Bolgár kupa (1): 1981–82

Levszki Szofija
- Bolgár bajnok (3): 1992–93, 1993–94, 1994–95
- Bolgár kupa (3): 1990–91, 1991–92, 1993–94